# Marie Bernátková
Marie Bernátková (22 octobre 1857 – 4 mai 1969) était une supercentenaire tchèque et fut doyenne de l'humanité du 14 novembre 1968 jusqu'à sa mort. Née à Čeladná, en Autriche-Hongrie, elle est décédée à Zašová, en Tchécoslovaquie, à l'âge de 111 ans et 194 jours.

## Biographie
Marie Bernatkova est née le 22 octobre 1857 à Čeladná, dans l'actuel district de Frýdek-Místek, au sein de la région de Moravie-Silésie, dans l'empire d'Autriche. Le GRG indique de manière erronée Prague comme lieu de naissance.
Elle était l'aînée d'une famille pauvre composée du forgeron Jiří Macura et de son épouse Johana, née Pajurková, âgée de 10 ans. En 1882, à l'âge de 25 ans, elle épousa František Bernátek en secondes noces. Ils vécurent à Horní Bečva, dans la clairière du n° 194. De leur mariage, ils eurent huit enfants, dont trois seulement atteignirent l'âge adulte : Marie (*1883), Anna (*1885) et Josef (*1897). La famille était pauvre ; selon le recensement de 1900, le couple travaillait comme forestier dans les forêts des Beskides de Moravie-Silésie et n'avait que trois poules. Son mari František mourut en 1904.
Après le décès de son mari, Marie et ses enfants s'installèrent chez sa fille aînée, Marie, mariée, au n° 241 à Horní Bečva, où elle travailla à la ferme et vécut la majeure partie de sa vie. Elle travailla également comme femme de chambre dans un hôtel et, l'été, elle gagnait un peu d'argent en cueillant des baies.
Dès l'âge de 100 ans, les célébrations de son anniversaire attirèrent l'attention des médias locaux et nationaux. Centenaire, elle a déménagé dans une maison de retraite à Zašová. Une confusion régnait quant à la date exacte de sa naissance, initialement fixée à juillet 1858 ; après vérification officielle des registres d'état civil, sa véritable date de naissance fut établie à octobre 1857. En 1965, à 108 ans, elle s'installa dans une maison de retraite à Zašová, dans le bâtiment de l'ancien monastère des Trinitaires, où elle passa les dernières années de sa vie. Elle est devenue la doyenne de la Tchécoslovaquie à la mort de Jozsef Szuchar, âgé de 110 ans, le 11 août 1967. À 111 ans, sa santé commença à se détériorer, car elle souffrait de problèmes de vue et d'audition. Elle est décédée le 4 mai 1969 à l'âge de 111 ans et 194 jours, d'une artériosclérose.
Marie Bernátková est décédée le 4 mai 1969 à Zašová, dans le district de Vsetín, en Tchécoslovaquie, correspondant aujourd'hui à la région de Zlín, en République tchèque), à l'âge de 111 ans et 194 jours. À sa mort, elle était la doyenne de la population mondiale. À ce jour, elle est la doyenne de la population née et décédée en République tchèque.